# Rue de l'Aimant
La rue de l'Aimant est une voie de Strasbourg, rattachée administrativement au quartier Gare - Kléber, qui va de la Grand'Rue au no 17 de la rue du Bain-aux-Plantes. Orientée nord-sud, elle est parallèle à la rue des Lentilles et à la rue du Coq, situées plus à l'ouest.

## Toponymie

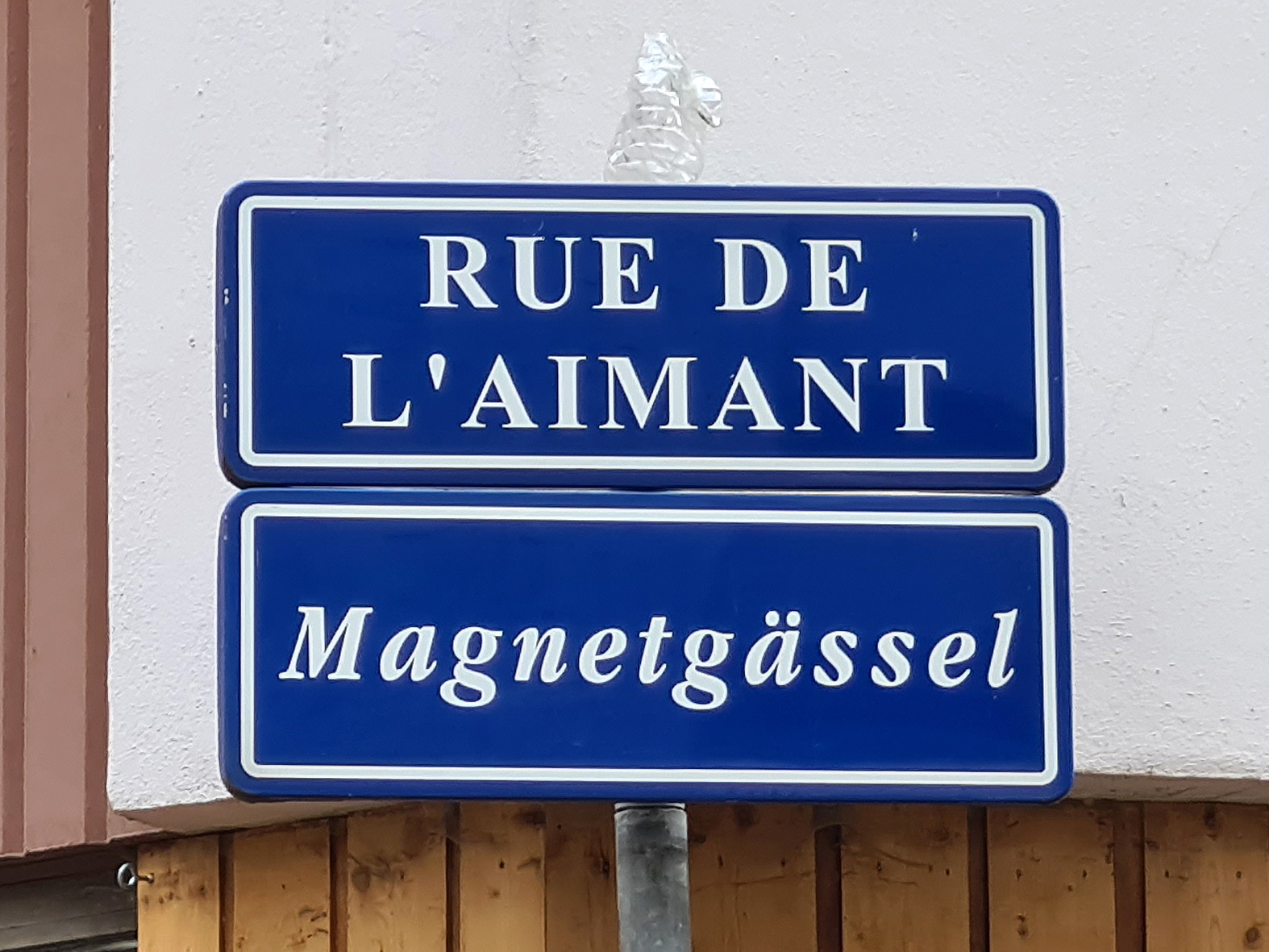
Plaque bilingue, en français et en alsacien.

Au fil des siècles, la rue a porté différents noms, en allemand ou en français : Manökelinsgesselin (1342), curia dicta Manöckelins Hus (1350), Moneglinsgesselin (1405), Monockelsgasse (1463), Mannekelsgesselin (1580), Mannöckelsgesselin (1587), Magnetengässel (1681), rue de l'Aimant (1792, 1817, 1919), rue des Jurés (1794), Magneten-Gässlein (1817), Magnetengässchen (1872), Magnetengasse (1878) et, à nouveau, rue de l'Aimant depuis 1945.
Les premières appellations font référence au teinturier (colorator) Erberlin Manöckelin, dont la corruption du nom finit par donner Magnetengässel, traduit alors par « rue de l'Aimant ».
Des plaques de rues bilingues, à la fois en français et en alsacien, ont été mises en place par la municipalité à partir de 1995. C'est le cas du Magnetgässel.

## Bâtiments remarquables
Contrairement aux autres petites rues parallèles, elle conserve peu d'édifices très anciens.
nos 2, 4, 6, 8
Construits dans les dernières années du XIXe siècle, ces quatre bâtiments sont la propriété de la Caisse d'épargne de Strasbourg qui, avant 1870, s'était déjà investie dans le logement ouvrier. En 1882 elle renoue avec cette mission sociale et en 1892 elle acquiert dans la rue de l'Aimant et la rue du Bain-aux-Plantes deux vieilles bâtisses qu'elle fait démolir. Sur leur emplacement sont édifiées  quatre maisons « répondant à toutes les exigences de l'hygiène », constituées d'un rez-de-chaussée et de trois étages. Une trentaine de logements sont ainsi loués exclusivement à des ouvriers. La largeur de la rue passe de 2 à 7 m, procurant ainsi davantage d'air et de lumière aux maisons voisines.

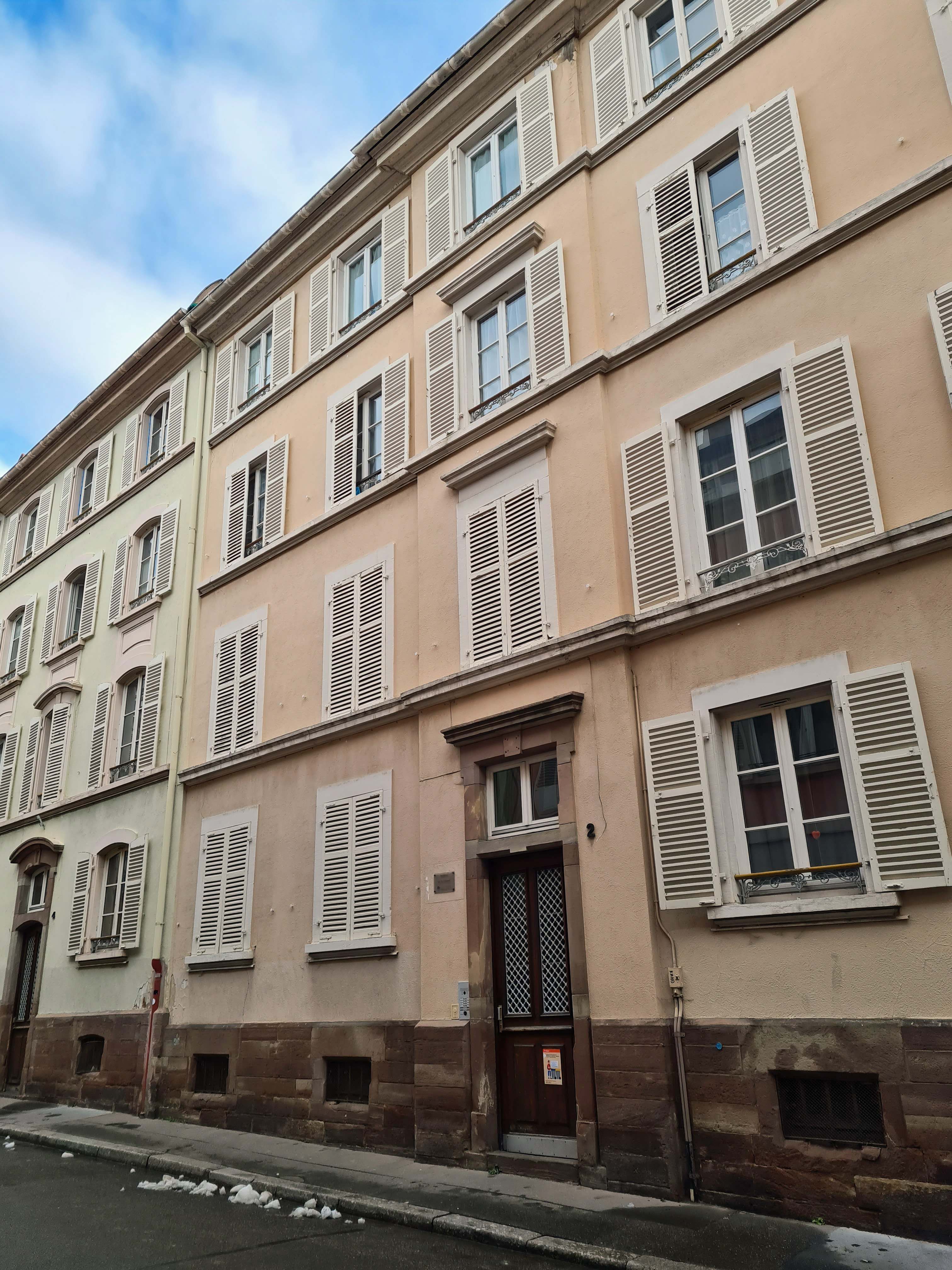
no 2.
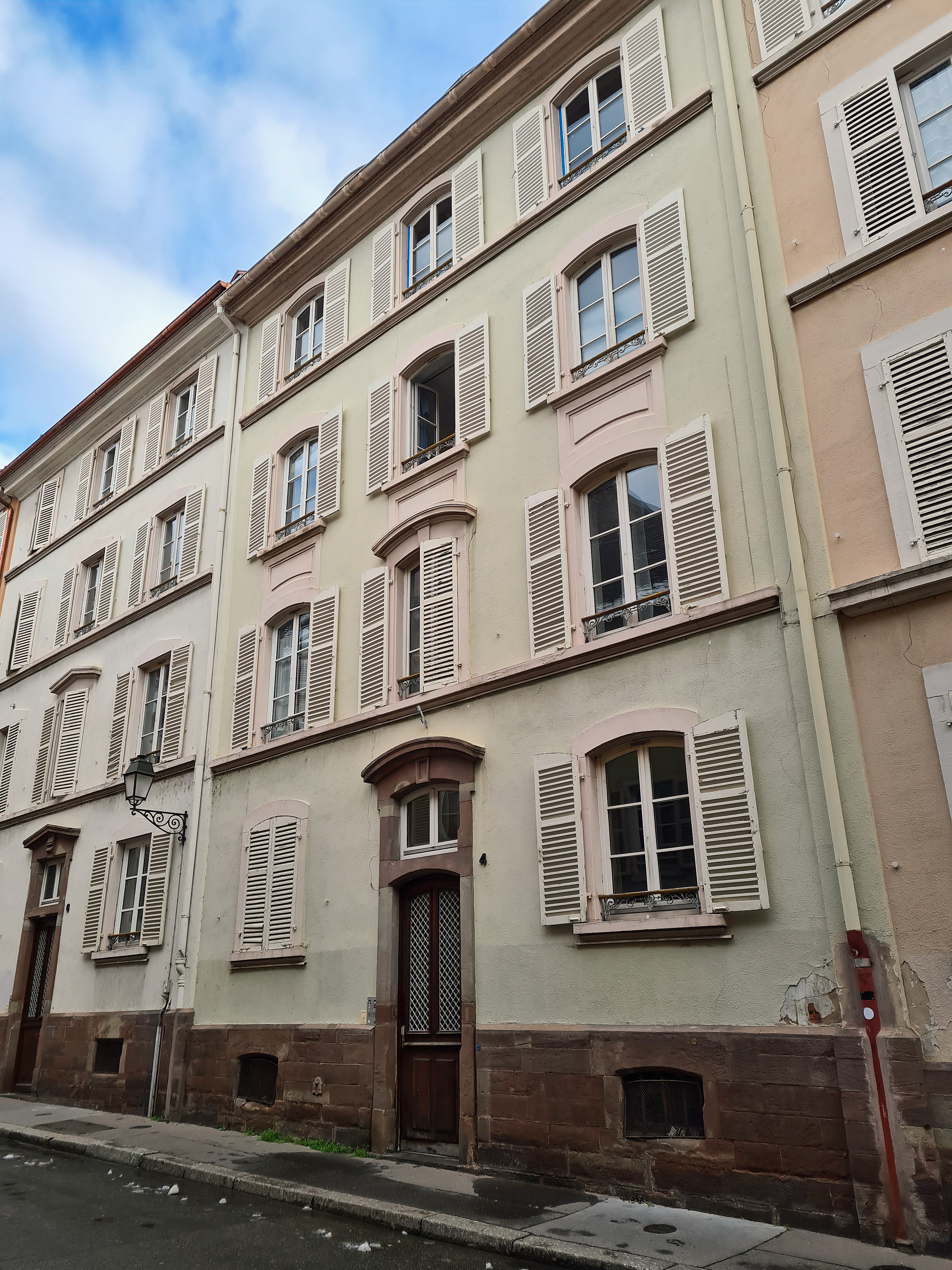
no 4.
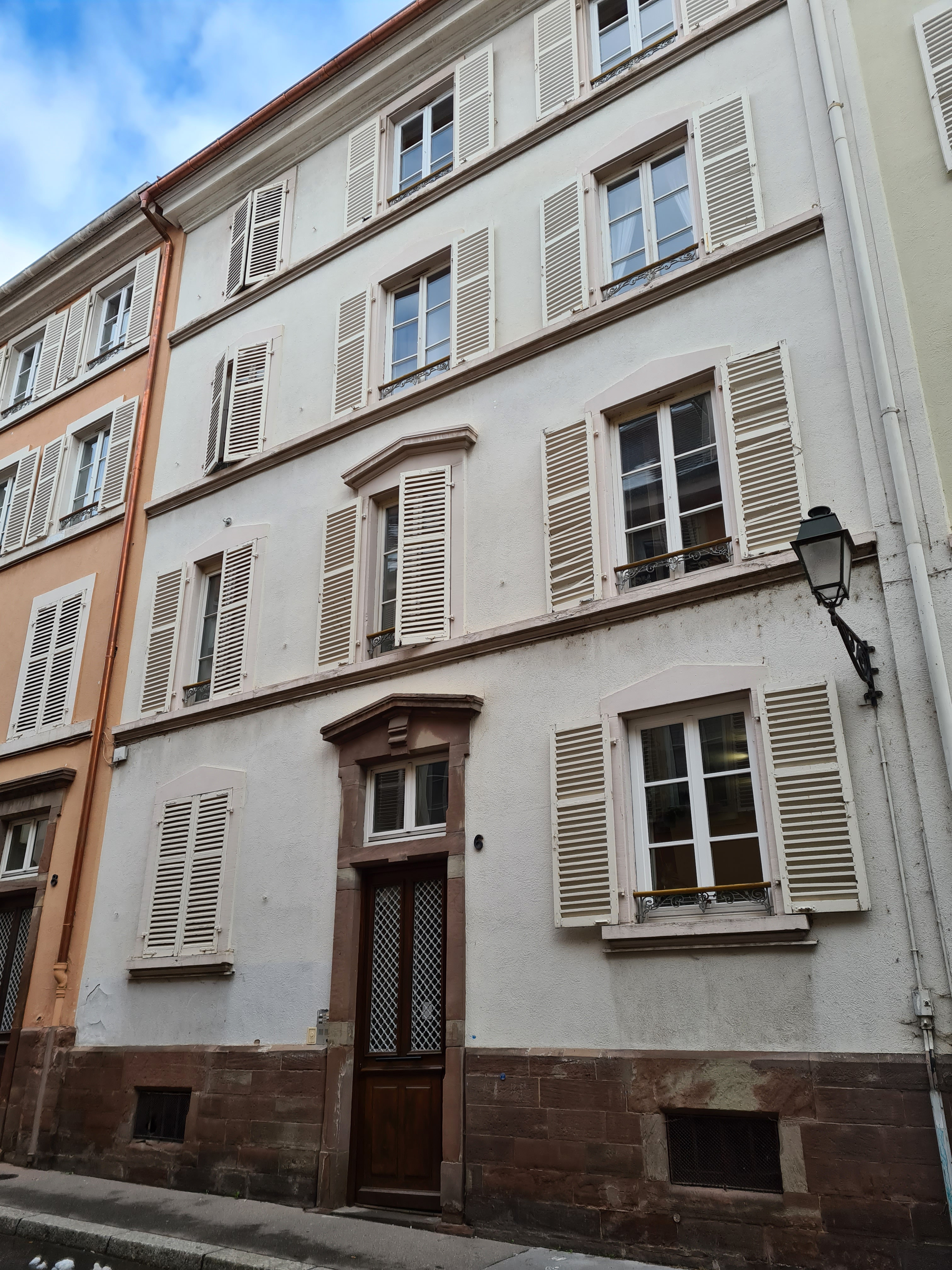
no 6.
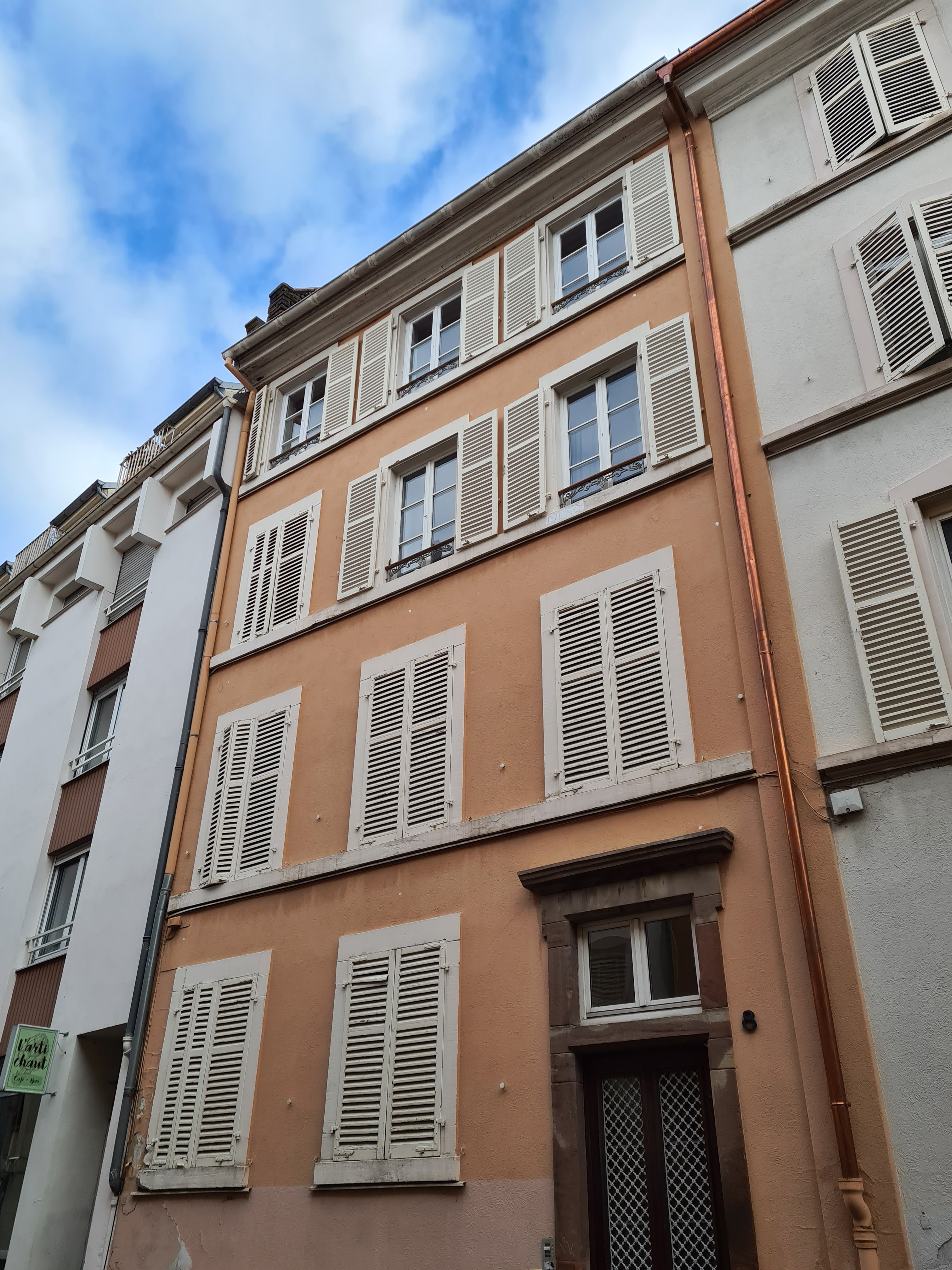
no 8.